# Іцхок Лейбуш Перец
Іцхок Ле́йбуш Пе́рец (їд. יצחק־לייבוש פרץ, івр. יצחק ליבוש פרץ, також Ісаак Леон; 18 [30] травня 1852, Замостя, сучасна Польща — 3 квітня [21 березня] 1915, Варшава) — єврейський письменник. Писав новели, прозові твори, вірші, фейлетони переважно їдишем (також івритом і польською). Переца поряд із Менделе Мойхер-Сфорімом і Шолом-Алейхемом називають творцями сучасної літератури мовою їдиш.
Учасник конференції з їдишу 1908 року (т. зв. «Чернівецька конференція», серед інших учасників — Хаїм Житловський, Менделе Мойхер-Сфорім і Шолом-Алейхем), де розглядали питання нормування їдишу та підтримки єврейської освіти та культури.

## Твори

### Переклади українською
- Перец І. Л., Народні оповідання, пер. з єврейської М. Зерова і О. Гера, «ДВУ», Київ, (1920).
- Перевидання: 1. Київ, 1994, «Медіа-Україна»; 2. Київ, 2018, «Книжкова палата України». Передмова Івана Дзюби, Григорія Кочура, Артура Рудзицького. Ілюстрації Олександра Ройтбурда.
- Іцхок Лейбуш Перец // Скринька з червоного дерева. Єврейська проза Східної Європи другої половини ХІХ–ХХ століть. – Київ: Дух і Літера, 2020. – 528 с.